# Rantau Kasih (Babat Toman)
Rantau Kasih is een bestuurslaag in het regentschap Musi Banyuasin van de provincie Zuid-Sumatra, Indonesië. Rantau Kasih telt 1360 inwoners (volkstelling 2010).